# UCIヨーロッパツアー2013
UCIヨーロッパツアー2013は、2013年に開催された、国際自転車競技連合（UCI）が主催するロードレースのヨーロッパ地域におけるシリーズ戦。

## 日程と優勝者

### 1月
| 日時   | レース名                                           | UCI Cat. | 優勝者                 | チーム名             |
| ------ | -------------------------------------------------- | -------- | ---------------------- | -------------------- |
| 27     | グランプリ・ドゥヴェルテュール・ラ・マルセイエーズ | 1.1      | ジュスタン・ジュール   | ラ・ポム・マルセイユ |
| 30-2/3 | エトワール・ド・ベセージュ                         | 2.1      | ジョナタン・イヴェール | ソジャスュン         |

### 2月
| 日時  | レース名                                     | UCI Cat. | 優勝者                       | チーム名                           |
| ----- | -------------------------------------------- | -------- | ---------------------------- | ---------------------------------- |
| 3     | トロフェオ・パルマ・デ・マヨルカ             | 1.1      | ケニー・デハース             | ロット・ベリソル                   |
| 4     | トロフェオ・ミグホルン                       | 1.1      | リー・ハワード               | オリカ・グリーンエッジ             |
| 5     | トロフェオ・セラ・デ・トラムンタナ           | 1.1      | アレハンドロ・バルベルデ     | モビスター・チーム                 |
| 6     | トロフェオ・プラヤ・デ・ムロ                 | 1.1      | リー・ハワード               | オリカ・グリーンエッジ             |
| 6-10  | ツール・メディテラネアン                     | 2.1      | トーマス・ルヴクヴィスト     | IAM                                |
| 14-17 | ヴォルタ・アン・アルガルヴェ                 | 2.1      | トニー・マルティン           | オメガファーマ・クイックステップ   |
| 16    | トロフェオ・ライグエーリア                   | 1.1      | フィリッポ・ポッツァート     | ランプレ・メリダ                   |
| 16-17 | ツール・デュ・オー・ヴァル                   | 2.1      | アルテュル・ヴィショ         | FDJ                                |
| 17-20 | ブエルタ・ア・アンダルシア                   | 2.1      | アレハンドロ・バルベルデ     | モビスター・チーム                 |
| 23    | ブエルタ・ア・ムルシア                       | 1.1      | ダニエル・ナバーロ           | コフィディス                       |
| 23    | ベヴェルベーク・クラシック                   | 1.2      | ニック・ファン・デル・リーケ | ラボバンク・ディベロップメント     |
| 23    | オムロープ・ヘット・ニウスブラット           | 1.HC     | ルカ・パオリーニ             | チーム・カチューシャ               |
| 24    | レ・ブークル・デュ・スュド・アルデシュ       | 1.1      | マチュー・ドルジョン         | ビッグマット - オベール・93        |
| 24    | クラシカ・デ・アルメリア                     | 1.HC     | マーク・レンショー           | ブランコ・プロサイクリング・チーム |
| 27    | ル・サミン                                   | 1.1      | アレクセイ・ツァテヴィチュ   | チーム・カチューシャ               |
| 28    | グラン・プレミオ・チッタ・ディ・カマイオーレ | 1.1      | ペーター・サガン             | キャノンデール・プロサイクリング   |

### 3月
| 日時  | レース名                                                             | UCI Cat. | 優勝者                         | チーム名                                    |
| ----- | -------------------------------------------------------------------- | -------- | ------------------------------ | ------------------------------------------- |
| 1-3   | ドリダーフス・ファン・ウェスト＝フラーンデレン                       | 2.1      | クリストフ・ファンデワル       | オメガファーマ・クイックステップ            |
| 2     | ストラーデ・ビアンケ                                                 | 1.1      | モレーノ・モーゼル             | キャノンデール・プロサイクリング            |
| 2     | ステル・ファン・ズウォル                                             | 1.2      | ディラン・ファン・バールレ     | ラボバンク・ディベロップメント              |
| 3     | ローマ・マキシマ                                                     | 1.1      | ブレル・カドリ                 | AG2R・ラ・モンディアル                      |
| 3     | グランプリ・ド・ラ・ヴィユ・ド・リユル・スヴニール・ブルーノ・コミニ | 1.2      | ブノワ・ダーニック             | CC＝ノジャンスュロワーズ                    |
| 6     | トロフェイ・ウマグ                                                   | 1.2      | アルヤズ・オセバー             | アドリア・モービル                          |
| 9     | ロンド・ファン・ドレンテ                                             | 1.1      | アレクサンドル・ヴェッターハル | チーム・ネタップ - エンドゥーラ             |
| 10    | カットクルス                                                         | 1.2      | ジェローム・バウニーズ         | トゥ・ウィン - ジョサン                     |
| 10    | オムロープ・ファン・ヘット・ワースラント                             | 1.2      | ピーテル・ヤコブス             | トップスポート・フラーンデレン - バロワーズ |
| 10    | ドルペンノンロープ・リュクフェン                                     | 1.2      | ディラン・ファン・バールレ     | ラボバンク・ディベロップメント              |
| 10    | パリ〜トロワイエ                                                     | 1.2      | ジャン＝マルク・ビドー         | ブルターニュ・セシェアンヴィロヌモン        |
| 10    | ポレチュ・トロフィー                                                 | 1.2      | マテイ・ムゲルティ             | アドリア・モービル                          |
| 14    | グラン・プレミオ・ノービリ・ルビネッテリエ                           | 1.1      | ボブ・ユンゲルス               | レディオシャック・レオパード・トレック      |
| 14-17 | イストリアン・スプリング・トロフィー                                 | 2.2      | マテイ・ムゲルティ             | アドリア・モービル                          |
| 15    | ハンドザム・クラシック                                               | 1.1      | ケニー・デハース               | ロット・ベリソル                            |
| 16    | クラシク・ロワール・アトランティク                                   | 1.1      | エドヴィヒ・カマールツ         | コフィディス                                |
| 17    | ショレ＝ペイ・ド・ロワール                                           | 1.1      | ダミアン・ゴダン               | チーム・ヨーロッパカー                      |
| 17    | グランプリ・ド・ラ・ヴィユ・ド・ノジャン＝スュロワーズ               | 1.2      | アレクサンダー・カンプ         | カルト・エナジー                            |
| 17    | グラン・プレミオ・サン・ジュゼッペ                                   | 1.2      | ルカ・キリコ                   | トレヴィジャンニ・ダイナモン・ボットーリ    |
| 18-24 | ツール・ド・ノルマンディ                                             | 2.2      | シルヴァン・ディラー           | BMC・ディベロップメント                     |
| 20    | ドワルス・ドール・フラーンデレン                                     | 1.HC     | オスカル・ガット               | ヴィーニ・ファンティーニ - セッレ・イタリア |
| 20-24 | セッティマーナ・インテルナツィオナーレ・ディ・コッピ・エ・バルタリ   | 2.1      | ディエゴ・ウリッシ             | ランプレ・メリダ                            |
| 20-24 | ヴォルタ・アン・アレンテジョ                                         | 2.2      | ジャスパー・ストゥーベン       | ボントレガー                                |
| 23    | コシツェ〜ミシュコルツ                                               | 2.2      | ミハル・コラー                 | ドゥルカ・トレンツィン - トレック           |
| 23-24 | クリテリウム・アンテルナシオナル                                     | 2.HC     | クリス・フルーム               | チーム・スカイ                              |
| 26-28 | デ・パンネ3日間                                                      | 2.HC     | シルヴァン・シャヴァネル       | オメガファーマ・クイックステップ            |
| 29    | ルート・アデリ・ド・ヴィトレ                                         | 1.1      | アレッサンドロ・マラグーティ   | アンドローニ・ジョカットーリ - ベネズエラ   |
| 29-31 | ル・トリプティク・デ・モン・エ・シャトー                             | 2.2      | ファビオ・シルベストレ         | レオパード・トレック・コンチネンタル        |
| 30    | ヘル・ファン・ヘット・メルヘラント                                   | 1.1      | リュディーガー・ゼーリヒ       | チーム・カチューシャ                        |
| 30    | グラン・プレミオ＝ミゲル・インドゥライン                             | 1.1      | シモン・シュピラック           | チーム・カチューシャ                        |
| 30-31 | ブークル・ド・ラルトワ                                               | 2.2      | フレドリック・ルドヴィグソン   | ピープル4you・ウンアース                    |
| 31    | ブエルタ・ア・ラ・リオハ                                             | 1.1      | フランチェスコ・ラスカ         | カハ・ルラル - セグロス・RGA                |
| 31    | ヴァル・ディユ・クラシク                                             | 1.1      | ナセル・ブアニ                 | FDJ                                         |

### 4月
| 日時   | レース名                                                         | UCI Cat. | 優勝者                         | チーム名                                    |
| ------ | ---------------------------------------------------------------- | -------- | ------------------------------ | ------------------------------------------- |
| 1      | ジロ・デル・ベルヴェデーレ                                       | 1.2U     | シュテファン・キュング         | BMC・ディベロップメント                     |
| 2      | グラン・プレミオ・パーリオ・デル・レチョート                     | 1.2U     | カレブ・ユーウェン             | オーストラリア                              |
| 2-5    | シルキュイ・ド・ラ・サルト                                       | 2.1      | ピエール・ロラン               | チーム・ヨーロッパカー                      |
| 3      | スヘルデプライス                                                 | 1.HC     | マルセル・キテル               | アルゴス・シマノ                            |
| 3-7    | グランプリ・ド・ソチ                                             | 2.2      | ヴィタリー・ブッツ             | コルス                                      |
| 4      | グランプリ・ピノ・チェラミ                                       | 1.1      | ヨナス・ファン・ヘネフテン     | ロット・ベリソル                            |
| 5-7    | シルキュイ・デ・アルダンヌ                                       | 2.2      | リカルド・ツォイドル           | ゴウルメトファイン・シンプロン              |
| 6      | ロンド・ファン・フラーンデレン・エスポワール                     | 1.Ncup   | リック・ツァベル               | ドイツ                                      |
| 7      | クラシカ・プリマベーラ                                           | 1.1      | ルイ・コスタ                   | モビスター・チーム                          |
| 7      | グランプリ・シェンチュル                                         | 1.2      | ラドスラフ・ロギナ             | アドリア・モービル                          |
| 7      | トロフェオ・バンカ・ポポラーレ・ディ・ヴィチェンザ               | 1.2U     | ミケーレ・スカレテッツィーニ   | トレヴィジャンニ・ダイナモン・ボットーリ    |
| 9      | パリ〜カマンベール                                               | 1.1      | ピエリック・フェドリゴ         | FDJ                                         |
| 10     | ブラバントス・パイル                                             | 1.HC     | ペーター・サガン               | キャノンデール・プロサイクリング            |
| 10     | ラ・コト・ピカルド                                               | 1.Ncup   | カレブ・ユーウェン             | オーストラリア                              |
| 10-14  | ツール・デュ・ロワール＝エ＝シェル                               | 2.2      | ティーモ・テーメル             | NSP・ゴースト                               |
| 11     | グランプリ・ド・ドナン                                           | 1.1      | アルノー・デマル               | FDJ                                         |
| 12-14  | ブエルタ・ア・カスティーリャ・イ・レオン                         | 2.1      | ルーベン・プラサ               | モビスター・チーム                          |
| 13     | ツール・デュ・フィニステール                                     | 1.1      | シリル・ゴティエ               | チーム・ヨーロッパカー                      |
| 13     | トロフェオ・エディル・C                                          | 1.2      | アンドレア・ゾルダン           | ザルフ・ユーロモビル・デジレ・フィオル      |
| 13     | リエージュ〜バストーニュ〜リエージュ・エスポワール               | 1.2U     | ミカエル・アンダーセン         | カルト・エナジー                            |
| 13     | ZLM・ツアー                                                      | 1.Ncup   | ユーリ・ハヴィック             | オランダ                                    |
| 14     | トロ・ブロ・レオン                                               | 1.1      | フランシス・ムレイ             | FDJ                                         |
| 14     | グランプリ・ド・ドネツィク                                       | 1.2      | アナトリー・パクトゥーソフ     | ISD・コンチネンタル                         |
| 16-19  | ジロ・デル・トレンティーノ                                       | 2.HC     | ヴィンチェンツォ・ニバリ       | アスタナ・チーム                            |
| 17-21  | グランプリ・オブ・アディゲヤ                                     | 2.2      | アンドリー・フリプタ           | コルス                                      |
| 20     | グランプリ・ハーニング                                           | 1.2      | ラーセ・ノーマン・ハンセン     | ブルー・ウォーター                          |
| 20     | バンヤ・ルカ＝ベルグラード I                                     | 1.2      | ミハル・コラー                 | ドゥルカ・トレンツィン - トレック           |
| 20     | アルノ・ワラールト・メモリアル                                   | 1.2      | クン・フェルメルトフロート     | デ・レーケ - シャンクス                     |
| 21     | ラ・ルー・トゥランジェル                                         | 1.1      | ミカエル・ドラージュ           | FDJ                                         |
| 21     | パリ〜マントザン・イヴリヌ                                       | 1.2      | ニコラ・バルド                 | アトラス・パーソナル・ジャックルー          |
| 21     | バンヤ・ルカ＝ベルグラード II                                    | 1.2      | マテイ・ムゲルティ             | アドリア・モービル                          |
| 21     | イースト・ミッドランズ・インターナショナル・サイクル・クラシック | 1.2      | イアン・ウィルキンソン         | UK・ユース                                  |
| 21     | ロンド・ファン・ノールト＝ホラント                               | 1.2      | ディラン・フルーネヴェーフェン | デ・レーケ - シャンクス                     |
| 21-28  | ツアー・オブ・ターキー                                           | 2.HC     | ムスタファ・サヤル             | トルク・シェケル・スポル                    |
| 25     | グラン・プレミオ・デッラ・リベラツィオーネ                       | 1.2U     | イリヤ・コシェヴォイ           | ビッグハンター・セアネーゼ                  |
| 25-5/1 | ツール・ド・ブルターニュ                                         | 2.2      | リカルド・ツォイドル           | ゴウルメトファイン・シンプロン              |
| 26     | スキヴェ〜レベト                                                 | 1.2      | パトリック・クラウセン         | カルト・エナジー                            |
| 27     | グラン・プレミオ・インドゥストリア・エ・アルティジャナート       | 1.1      | マウロ・サンタンブロージョ     | ヴィーニ・ファンティーニ - セッレ・イタリア |
| 27     | ザイト・オースト・ドレンテ・クラシック I                         | 1.2      | ジェフ・バーミューレン         | メテック - TKH・コンチネンタル              |
| 27     | ヒマーランド・ルント                                             | 1.2      | ユーリ・ハヴィック             | デ・レーケ - シャンクス                     |
| 28     | ジロ・ディ・トスカーナ                                           | 1.1      | マッティア・ガヴァッツィ       | アンドローニ・ジョカットーリ - ベネズエラ   |
| 28     | ザイト・オースト・ドレンテ・クラシック II                        | 1.2      | ブライアン・ファン・フーテム   | メテック - TKH・コンチネンタル              |
| 28     | デスティネイション・サイ                                         | 1.2      | コンスタンティノ・サバリャ     | クリスティーナ・ウォッチーズ - オンフォン   |
| 28     | グラン・プレミオ・インドゥストリエ・デル・マルモ                 | 1.2      | ルカ・ベネデッティ             | ベドンギ・ナタリーニ・アニコ                |

### 5月
| 日時   | レース名                                                                           | UCI Cat. | 優勝者                           | チーム名                                             |
| ------ | ---------------------------------------------------------------------------------- | -------- | -------------------------------- | ---------------------------------------------------- |
| 1      | 1-メイプライス - エル-プライス・フィク・デ・ブリュイヌ                             | 1.2      | クン・フェルメルトフロート       | デ・ライク - シャンクス                              |
| 1      | メモリアウ・アンドジェヤ・トロチャノヴスキエゴ                                     | 1.2      | コンラド・ダブコヴスキ           | BDC - マルツポル                                     |
| 1      | メイヤー・カップ                                                                   | 1.2      | ヴィタリー・ブッツ               | Kolss                                                |
| 1      | ルント・ウム・デン・フィナンツプラッツ・エシュボルン＝フランクフルト・エスポワール | 1.2U     | ラーセ・ノーマン・ハンセン       | ブルー・ウォーター                                   |
| 1      | ルント・ウム・デン・フィナンツプラッツ・エシュボルン＝フランクフルト               | 1.HC     | シモン・シュピラック             | カチューシャ                                         |
| 1-5    | ツール・ド・アゼルバイジャン                                                       | 2.2      | セルゲイ・グレシン               | トルク・セケルスポル                                 |
| 1-5    | プハル・ウズドロヴィスク・カルパキフ                                               | 2.2U     | シュテファン・パウトスマ         | ヨ・ピルス                                           |
| 1-5    | ダンケルク4日間レース                                                              | 2.HC     | アルノー・デマル                 | FDJ                                                  |
| 2      | メモリアル・オレグ・ディアチェンコ                                                 | 1.2      | アレクサンドル・リバコフ         | ルスヴェロ                                           |
| 3      | グランプリ・オブ・モスコー                                                         | 1.2      | イヴァン・コヴァレフ             | ルスヴェロ                                           |
| 3-5    | シュラキエム・グロドゥフ・ピアストヴキチュ                                         | 2.1      | ヤン・バールタ                   | ネタップ・エンデュラ                                 |
| 4      | ロンド・ファン・オヴェライセル                                                     | 1.2      | トム・フェルメール               | ヨ・ピルス                                           |
| 4      | ハーデランド・グランプリ                                                           | 1.2      | フレデリック・ストランド・ガルタ | エステル・フス - リドリー                            |
| 4      | ツール・ド・ベルヌ                                                                 | 1.2      | マルセル・ウィス                 | IAM                                                  |
| 4      | ブエルタ・ア・ラ・コムニダ・デ・マドリー                                           | 1.1      | ハビエル・モレノ                 | モビスター・チーム                                   |
| 5      | チルクイト・デル・ポルト                                                           | 1.2      | パオロ・シーミオン               | ザルフ・ユーロモービル・デジーレ・フィオール         |
| 5      | シルキュイ・ド・ワロニー                                                           | 1.2      | セバスティアン・ドルフォス       | クレラン・ユーフォニー                               |
| 5-9    | ファイヴ・リングス・オブ・モスコー                                                 | 2.2      | マクシム・ラズモフ               | イテラ・カチューシャ                                 |
| 8-12   | ジロ・デル・フリウーリ・ヴェネーツィア・ジュリア                                   | 2.2      | ヤン・ポランツ                   | ラデンスカ                                           |
| 8-12   | フレッシュ・デュ・スュド                                                           | 2.2      | ミカエル・アンダーセン           | カルト・エナジー                                     |
| 9      | ロンド・ファン・リンブルフ                                                         | 1.2      | オリヴィエ・シェヴァリエ         | ワロニー・ブリュクセル                               |
| 9-12   | ロム＝アルプ・イゼール・トゥール                                                   | 2.2      | ニコ・サイメンス                 | コフィディス                                         |
| 9-12   | ツール・ド・ベルリン                                                               | 2.2U     | マティアス・メラー・ニールセン   | ブルー・ウォーター                                   |
| 10-12  | ツール・ド・ピカルディ                                                             | 2.1      | マルセル・キテル                 | アルゴス・シマノ                                     |
| 10-12  | ブエルタ・ア・アストゥリアス                                                       | 2.1      | アメツ・チュルカ                 | カハ・ルラル - セグロス・RGA                         |
| 11     | スカンディナヴィアン・レース・ウプサラ                                             | 1.2      | アレクサンダー・ギンシェ         | ピープル4ユー・ウナース                              |
| 11     | クラシック・ベオグラード〜チャチャク                                               | 1.2      | マテイ・ムゲルリ                 | アドリア・モービル                                   |
| 12     | ルント・ウム・ケルン                                                               | 1.1      | セバスティアン・ドルフォス       | クレラン・ユーフォニー                               |
| 13-18  | オリンピア・ツアー                                                                 | 2.2      | ダイラン・ファン・バールル       | ラボバンク・ディヴェロップメント                     |
| 15-19  | ツアー・オブ・ノルウェー                                                           | 2.1      | エドヴァルド・ボアソン・ハーゲン | スカイ                                               |
| 16-19  | ロンド・ド・リザール                                                               | 2.2U     | フアン・エルネスト・チャモロ     | 472-コロンビア                                       |
| 18     | グランプリ・クリケリオン                                                           | 1.2      | ボリス・ヴァレ                   | カラー・コード - ビオワンズ                          |
| 18-19  | パリ〜アラス・ツール                                                               | 2.2      | ジョーイ・ロスコプフ             | ヒンカピー・スポーツウォーター・ディヴェロップメント |
| 19     | オムロープ・デル・ケンペン                                                         | 1.2      | エウジェニオ・アラファーチ       | レオパード・トレック・コンチネンタル                 |
| 19-26  | アン・ポスト・ラース                                                               | 2.2      | マルツィン・ビアウォブウォツキ   | UK・ユース                                           |
| 22-26  | ツール・ド・ベルギー                                                               | 2.HC     | トニー・マルティン               | オメガファーマ・クイックステップ                     |
| 22-26  | バイエルン一周                                                                     | 2.HC     | アドリアーノ・マローリ           | ランプレ・メリダ                                     |
| 23-26  | ツール・ド・ジロンド                                                               | 2.2      | ホン・ラリナガ                   | エウスカディ                                         |
| 24     | レース・ホライゾン・パーク I                                                       | 1.2      | デニス・コステュク               | コルス                                               |
| 24-26  | ザーヴォド・ミール・エスポワール                                                   | 2.2U     | トムス・スクイヌシュ             | ラトビア                                             |
| 25     | グランプリ・ド・プリュムレック＝モルビアン                                         | 1.1      | サミュエル・デュムラン           | AG2R・ラ・モンディアル                               |
| 26     | ブークル・ド・ロルヌ                                                               | 1.1      | マテュー・ラダニュー             | FDJ                                                  |
| 26     | レース・ホライゾン・パーク II                                                      | 1.2      | ミハイロ・コノネンコ             | コルス                                               |
| 26     | パリ〜ルーベ・エスポワール                                                         | 1.2U     | トムス・スクイヌシュ             | ラトビア                                             |
| 26     | トロフェオ・チッター・ディ・サン・ヴェンデミアーノ                                 | 1.2U     | マルク・ジャマスタギツ           | サヴァ                                               |
| 30-6/1 | ツアー・オブ・エストニア                                                           | 2.1      | ゲルト・ヨンエアール             | エストニア                                           |

### 6月
| 日時   | レース名                                                           | UCI Cat. | 優勝者                     | チーム名                                    |
| ------ | ------------------------------------------------------------------ | -------- | -------------------------- | ------------------------------------------- |
| 2      | ロンド・ファン・ゼーラント・シーポート                             | 1.1      | アンドレ・グライペル       | ロット・ベリソル                            |
| 2      | コッパ・デッラ・パーチェ                                           | 1.2      | アレッシオ・タリアーニ     | フルーラ・マトリカルディ                    |
| 2      | メモリアル・フィリップ・ファン・コニングスロー                     | 1.2      | マイケル・ヴィンク         | ニュージーランド                            |
| 2      | トロフェオ・アルチーデ・デガスペーリ                               | 1.2      | ダミアン・ホーソン         | オーストラリア                              |
| 2      | グランプリ・ズュドケルンテン                                       | 1.2      | ジュリアン・アラフィリップ | エティックス - iHネッド                     |
| 4-8    | ツール・ド・スロヴァキー                                           | 2.2      | ペトル・ヴァコチュ         | エティックス - iHネッド                     |
| 6      | グロサー・プライス・デス・カントン・アールガウ                     | 1.1      | ミヒャエル・アルバジーニ   | オリカ・グリーンエッジ                      |
| 6-9    | ロンド・ド・ロワーズ                                               | 2.2      | ヴェガード・ブレーン       | ジョーカー・メリダ                          |
| 8      | リガ・グランプリ                                                   | 1.1      | フランチェスコ・キッキ     | ヴィーニ・ファンティーニ＝セッレ・イタリア  |
| 9      | ユールマラ・グランプリ                                             | 1.1      | フランチェスコ・キッキ     | ヴィーニ・ファンティーニ＝セッレ・イタリア  |
| 9      | プロレース・ベルリン                                               | 1.1      | マルセル・キッテル         | アルゴス・シマノ                            |
| 9      | ライファイゼン・グランプリ                                         | 1.2      | リカルド・ツォイドル       | グルメフェン・シンプソン                    |
| 9-16   | テュリンゲン・ルントファールト                                     | 2.2U     | ディラン・ファン・バールル | ラボバンク・ディヴェロップメント            |
| 11-16  | ツール・ド・セルビー                                               | 2.2      | イヴァン・ステヴィチュ     | トゥスナッド                                |
| 12-16  | ツール・ド・ルクセンブルク                                         | 2.HC     | パウル・マルテンス         | ブランコ                                    |
| 12-16  | ステル・ZLM・トゥル                                                | 2.1      | ラース・ボーム             | ブランコ                                    |
| 13-15  | マウォポルスキ・ヴィシュツィグ・グルスキ                           | 2.2      | ウカシュ・ボドナル         | バンク・BGŻ                                 |
| 13-16  | ルート・デュ・スュド                                               | 2.1      | トマ・ヴォクレール         | チーム・ヨーロッパカー                      |
| 13-16  | ツアー・オブ・スロベニア                                           | 2.1      | ラドスラフ・ロギナ         | アドリア・モービル                          |
| 13-16  | ツール・デ・ペイ・ド・サヴォワ                                     | 2.2      | ヨアン・バルバス           | アルメ・ド・テル・シクリスム                |
| 13-16  | ブークル・ド・ラ・メイアンヌ                                       | 2.2      | ダヴィ・ヴェユー           | チーム・ヨーロッパカー                      |
| 14-16  | オベレシュテライヒルントファールト                                 | 2.2      | リカルド・ツォイドル       | グルメフェン・シンプソン                    |
| 16     | フレッシュ・アルダンネーズ                                         | 1.2      | シルヴァン・ディイエ       | BMC・ディヴェロップメント                   |
| 19     | ハル〜インホーイヘム                                               | 1.1      | ケニー・デハース           | ロット・ベリソル                            |
| 22     | トロフェオ・メリンダ                                               | 1.1      | イヴァン・サンタロミータ   | BMC・レーシングチーム                       |
| 26     | インテルナティオナル・ウィレルトロフェー・ヨング・マール・ムディフ | 1.2      | ティム・デクレルク         | トップスポート・フラーンデレン - バロワーズ |
| 26-30  | ヴィシュツィク・ソリダルノシュツィ・イ・オリムピイチィクフ         | 2.1      | ヴィタリー・ポプコフ       | ISD・コンチネンタル                         |
| 30     | オムロープ・ヘット・ニウスブラット・エスポワール                   | 1.2      | ディミトリ・クラーイス     | VL・テクニクス・アブトリック                |
| 30-7/6 | ツアー・オブ・ルーマニア                                           | 2.2      | ヴィタリー・ブッツ         | コルス                                      |
| 30-7/7 | オーストリア一周                                                   | 2.HC     | リカルド・ツォイドル       | グルメフェン・シンプソン                    |

### 7月
| 日時   | レース名                                             | UCI Cat. | 優勝者                           | チーム名                                    |
| ------ | ---------------------------------------------------- | -------- | -------------------------------- | ------------------------------------------- |
| 6-7    | ブエルタ・ア・ラ・コムニダ・デ・マドリー・U23        | 2.2U     | ペトル・ヴァコチュ               | エティックス - iHネッド                     |
| 7      | ラ・ロンド・ペヴェロワーズ                           | 1.2      | ブノワ・ダーニック               | CC・ノジャン・スュロワーズ                  |
| 7      | ジロ・デル・メディオ・ブレンタ                       | 1.2      | フェデリコ・ロッチェッティ       | ユーテンシルノード・オーラ24.eu             |
| 9-14   | ジロ・デッラ・ヴァッレ・ダオスタ                     | 2.2      | ダヴィデ・ヴィッレッラ           | コルパック                                  |
| 11     | フロット・プライス・ファン・デ・スタット・ヘール     | 1.2      | イヴ・ランパールト               | トップスポート・フラーンデレン - バロワーズ |
| 11-14  | シビウ・サイクリングツアー                           | 2.1      | ダヴィデ・レベッリン             | CCC・ポルサット・ポルコヴィツェ             |
| 11-14  | チェコ・サイクリングツアー                           | 2.2      | レオポルト・ケーニヒ             | チェコ                                      |
| 14     | ジロ・デッラッペンニーノ                             | 1.1      | ダヴィデ・ムチェッリ             | チェラミカ・フラミーニア - フォンドリエスト |
| 18     | ヨーロッパ自転車競技選手権大会・個人タイムトライアル | CC       | ヴィクトル・カンペナールツ       | ベルギー                                    |
| 19-21  | トロフェウ・ジョアキン・アゴスティーニョ             | 2.2      | エドゥアル・プラデス・レベルテ   | OFM - キンタナ・ダ・リシャ                  |
| 20     | ミシュコルツ・GP                                     | 1.2      | シアルヘイ・パポク               | ベラルーシ                                  |
| 20-24  | ツール・ド・ワロニー                                 | 2.HC     | フレフ・ファンアヴェルマート     | BMC・レーシングチーム                       |
| 20     | ブダペスト・GP                                       | 1.2      | クリシュティアン・ロヴァシ       | ユーテンシルノード・オーラ24.eu             |
| 21     | ヨーロッパ自転車競技選手権大会・個人ロードレース     | CC       | ショーン・デ・ビー               | ベルギー                                    |
| 23-27  | ドーコワ・マゾヴシャ                                 | 2.2      | マルツィン・サパ                 | BDC - マルツポル                            |
| 23-28  | ツール・アルサス                                     | 2.2      | シルヴィオ・ヘルクロッツ         | シュトルティング                            |
| 25     | プルエバ・ビリャフランカ・デ・オルディシア           | 1.1      | ダニエル・テクレハイマノット     | オリカ・グリーンエッジ                      |
| 27     | グランプリ・クラーニ                                 | 1.2      | ルーカス・ペストルバーガー       | グルメフェン・シンプロン                    |
| 27-29  | クライツ・ブライツ・エリート                         | 2.2      | ニック・ファン・デル・ライク     | ラボバンク・ディヴェロップメント            |
| 28     | ポリノルマンド                                       | 1.1      | ジョゼ・ゴンサルヴェス           | ラ・ポム・マルセイユ                        |
| 28     | トロフェオ・マッテオッティ                           | 1.1      | セバスティアン・ライヒェンバッハ | IAM                                         |
| 28     | グランプリ・ド・ペランシエ                           | 1.2      | メルヴァン・リュリエール         | SCO・ディジョン                             |
| 31     | シルクイト・デ・ゲチョ                               | 1.1      | フアン・ホセ・ロバト             | エウスカルテル・エウスカディ                |
| 31-8/4 | デンマーク一周                                       | 2.HC     | ウィルコ・ケルダーマン           | ベルキン                                    |

### 8月
| 日時  | レース名                                                     | UCI Cat. | 優勝者                               | チーム名                                       |
| ----- | ------------------------------------------------------------ | -------- | ------------------------------------ | ---------------------------------------------- |
| 2-4   | ブエルタ・シクリスタ・ア・レオン                             | 2.2      | ホルディ・シモン                     | コルエル・バイシクルス                         |
| 2-11  | ツール・シクリスト・アンテルナシオナル・ド・ラ・グアドループ | 2.2      | ピエール・ルブレトン                 | ペルトラックス・CSD                            |
| 4     | ライドロンドン・クラシック                                   | 1.1      | アルノー・デマル                     | FDJ.fr                                         |
| 4     | トロフェオ・インテルナツィオナーレ・バスティアネッリ         | 1.2      | マクサット・アヤズバイエフ           | アスタナ・コンチネンタル                       |
| 4     | アントウェルプス・ハヴェンパイル                             | 1.2      | プレベン・ファン・ヘック             | トップスポート・フラーンデレン - バロワーズ    |
| 1-5   | ブエルタ・ア・ブルゴス                                       | 2.HC     | ナイロ・キンタナ                     | モビスター・チーム                             |
| 7-18  | ポルトガル一周                                               | 2.1      | アレハンドロ・マルケ                 | OFM-Quinta da Lixa                             |
| 8-11  | ツール・ド・シェクレルランド                                 | 2.2      | ゲオルギ・ゲオルギエフ・ペトロフ     | ブルガリア                                     |
| 9-13  | ツール・ド・レン                                             | 2.1      | ロマン・バルデ                       | AG2R・ラ・モンディアル                         |
| 10    | メモリアル・ヘンルィカ・ワサカ                               | 1.2      | フロリアン・セネシャル               | エティックス - iHネッド                        |
| 11    | プハル・ウズドロヴィスク・カルパキフ                         | 1.2      | アドリアン・ホンキシュ               | CCC・ポルサット・ポルコヴィツェ                |
| 11    | グラン・プレミオ・ディ・ポッジャーナ                         | 1.2U     | アンドレア・ゾルダン                 | ザルフ・ユーロモービル・デジレ・フィオール     |
| 16    | グラン・プレミオ・カポダルコ                                 | 1.2      | マッテオ・ブザート                   | トレヴィジャーニ・ダイナモン・ボットーリ       |
| 16-18 | ツール・ド・フィヨルズ                                       | 2.2      | セルゲイ・チェルネツキー             | カチューシャ                                   |
| 17    | プハル・ウズドロヴィスク・カルパキフ                         | 1.2      | バルトウォメイ・マトィシアク         | CCC・ポルサット・ポルコヴィツェ                |
| 17    | グランプリ・クラロヴェフラデケホ・クライエ                   | 1.2      | ペトル・ヴァコチュ                   | エティックス - iHネッド                        |
| 18-25 | バルチック・チェーン・ツアー                                 | 2.2      | フィリップ・ヴァルズレーベン         | BKCP - パワープラス                            |
| 20    | フロット・プライス・スタット・ゾテヘム                       | 1.1      | ブラジュ・ヤルツ                     | ネタップ・エンデュラ                           |
| 20    | グランプリ・デ・マルブリエル                                 | 1.2      | ブノワ・ダーニンク                   | CC・ノジャン - スュロワーズ                    |
| 20-23 | ツール・デュ・リムザン                                       | 2.1      | マルティン・エルミガー               | IAM                                            |
| 21    | ドライヴェンクルス・オヴェライス                             | 1.1      | ビェルン・ルークマンス               | ヴァカンソレイユ・DCM                          |
| 21    | トレ・ヴァッリ・ヴァレジーネ                                 | 1.HC     | フィリッポ・ポッツァート             | ランプレ・メリダ                               |
| 21    | コッパ・アゴストーニ                                         | 1.1      | フィリッポ・ポッツァート             | ランプレ・メリダ                               |
| 22    | コッパ・ベルノッキ                                           | 1.1      | サシャ・モドロ                       | バルディーニ・ヴァルヴォーレ - CSF・イノックス |
| 23    | オランダ・フード・ヴァリー・クラシック                       | 1.1      | エリア・ヴィヴィアーニ               | キャノンデール                                 |
| 25    | シャトールー・クラシック・ド・ランドル                       | 1.1      | ブリアン・コカール                   | チーム・ヨーロッパカー                         |
| 25-31 | ツール・ド・ラブニール                                       | 2.Ncup   | ルベン・フェルナンデス・アンドゥハル | スペイン                                       |
| 27-30 | ツール・デュ・ポワトゥー＝シャラント                         | 2.1      | トマ・ヴォクレール                   | チーム・ヨーロッパカー                         |
| 30-31 | ワールド・ポーツ・クラシック                                 | 2.1      | ニコラス・マース                     | オメガファーマ・クイックステップ               |
| 31    | メモリアル・マルコ・パンターニ                               | 1.1      | サシャ・モドロ                       | バルディーニ・ヴァルヴォーレ - CSF・イノックス |

### 9月
| 日時  | レース名                                                             | UCI Cat. | 優勝者                                  | チーム名                                     |
| ----- | -------------------------------------------------------------------- | -------- | --------------------------------------- | -------------------------------------------- |
| 1     | スハール・セルス                                                     | 1.1      | ピーター・ヤコブス                      | トップスポート・フラーンデレン - バロワーズ  |
| 1     | ザグレブ〜リュブリャナ                                               | 1.2      | リカルド・ツォイドル                    | ゴウルメットファイン・シンプソン             |
| 1     | ロンド・ファン・ミデル＝ネデルラント                                 | 1.2      | ゼバスティアン・フォルケ                | NSP - ゴースト                               |
| 1-8   | ツアー・オブ・ブルガリア                                             | 2.2      | レミ・ディ・グレゴリオ                  | マルティゲ・SC - ヴィヴェロ                  |
| 5-7   | セッティマーナ・チクリスティカ・ロンバルディア                       | 2.1      | パトリック・ジンケヴィッツ              | メリディアナ・カメン                         |
| 5-8   | オコロ・イズニフ・ツェフ                                             | 2.2      | フロリアン・セネシャル                  | エティックス - iHネッド                      |
| 7     | ブリュッセル・サイクリング・クラシック                               | 1.HC     | アンドレ・グライペル                    | ロット・ベリソル                             |
| 8     | グランプリ・ド・フルミー                                             | 1.HC     | ナセル・ブアニ                          | FDJ.fr                                       |
| 8     | ケルネン・オムロープ・エフト＝スステレン                             | 1.2      | ディラン・フルネウェヘン                | デ・ライク - シャンクス                      |
| 14    | ツール・デュ・ジュラ                                                 | 1.2      | マティアス・ブレンドレ                  | IAM                                          |
| 14    | デ・クストパイル                                                     | 1.2      | エギディユス・ユオドヴァルキス          | クレラン・ユーフォニー                       |
| 15    | ツール・デュ・ドゥー                                                 | 1.1      | アレクセイス・サラモティンス            | IAM                                          |
| 15    | フロット・プライス・ジェフ・シェーレン                               | 1.1      | ベルト・デ・バッケル                    | アルゴス・シマノ                             |
| 15    | クロノ・シャンプノワ                                                 | 1.2      | キャンベル・フレイクモア                | オーストラリア                               |
| 15    | バロニー・ブレダ・クラシック                                         | 1.2      | マイク・テューニセン                    | ラボバンク・ディヴェロップメント             |
| 15-22 | ツアー・オブ・ブリテン                                               | 2.1      | ブラッドリー・ウィギンス                | スカイ                                       |
| 18    | グランプリ・ド・ワロニー                                             | 1.1      | ヤン・バケランツ                        | ベルギー                                     |
| 20    | グランプリ・ド・ラ・ソム                                             | 1.1      | プレベン・ファン・ヘック                | トップスポート・フラーンデレン - バロワーズ  |
| 20    | カンピウンスハップ・ファン・フラーンデレン                           | 1.1      | イェンス・デビュスヘル                  | ロット・ベリソル                             |
| 21    | グランプリ・アンパニ＝ファン・ペテヘム                               | 1.1      | セプ・ファンマルク                      | ベルキン                                     |
| 21    | グランド・プリモ・コスタ・デリ・エトルスキ                           | 1.1      | ミケーレ・スカルポーニ                  | ランプレ・メリダ                             |
| 21    | ツール・ボヘミア                                                     | 1.2      | ヨーゼフ・ベネトゼーダー                | WSA                                          |
| 22    | グラン・プレミオ・インドゥストリア・エ・コッメルチョ・ディ・プラート | 1.1      | ジャンフランコ・ツィリオーリ            | アンドローニ・ジョカットーリ                 |
| 22    | グランプリ・ディスベルグ                                             | 1.1      | アルノー・デマル                        | FDJ.fr                                       |
| 24    | ルオタ・ドーロ                                                       | 1.2      | アンドレア・トニアッティ                | ザルフ・ユーロモービル・デジーレ・フィオール |
| 25    | オムロープ・ファン・ヘット・ハウトラント                             | 1.1      | マルセル・キテル                        | アルゴス・シマノ                             |
| 28-29 | ツール・デュ・ジェヴォダン・ラングドク＝ルシヨン                     | 2.2      | ヨアン・バゴ                            | コフィディス                                 |
| 29    | デュオ・ノルマン                                                     | 1.1      | ルーク・ダーブリッジ スヴェイン・タフト | オリカ・グリーンエッジ                       |
| 29    | ホーイクス・パイル                                                   | 1.2      | ヴェガード・ロビンソン・ブッゲ          | ジョーカー・メリダ                           |

### 10月
| 日時 | レース名                                                               | UCI Cat. | 優勝者                                   | チーム名                         |
| ---- | ---------------------------------------------------------------------- | -------- | ---------------------------------------- | -------------------------------- |
| 2    | ミラノ〜トリノ                                                         | 1.HC     | ディエゴ・ウリッシ                       | ランプレ・メリダ                 |
| 3    | シュパルカセン・ミュンスターラント・ギーロ                             | 1.1      | ヨス・ファン・エムデン                   | ベルキン                         |
| 3-6  | ウロメトロポール・ツール                                               | 2.1      | イェンス・デビュスヘル                   | ランプレ・メリダ                 |
| 5    | ジロ・ディ・ロンバルディア・アマチュア                                 | 1.2      | ダヴィデ・ヴィッレッラ                   | コルパック                       |
| 6    | ツール・ド・ヴァンデ                                                   | 1.HC     | ナセル・ブアニ                           | FDJ.fr                           |
| 8    | バンシュ〜トゥルネ〜バンシュ＝メモリアル・フランク・ファンデンブルック | 1.1      | ライナルト・ヤンゼ・ファン・レンズブルク | アルゴス・シマノ                 |
| 10   | コッパ・サバティーニ                                                   | 1.1      | ディエゴ・ウリッシ                       | ランプレ・メリダ                 |
| 10   | パリ〜ブールジュ                                                       | 1.1      | ヨーン・デーゲンコルプ                   | アルゴス・シマノ                 |
| 12   | ジロ・デッレミリア                                                     | 1.HC     | ディエゴ・ウリッシ                       | ランプレ・メリダ                 |
| 13   | グラン・プレミオ・ブルーノ・ベゲッリ                                   | 1.1      | レオナルド・ドゥケ                       | コロンビア                       |
| 13   | パリ〜ツール・エスポワール                                             | 1.2U     | フラヴィアン・ダソンヴィユ               | コミテ・イル＝ド＝フランス       |
| 13   | パリ〜ツール                                                           | 1.HC     | ヨーン・デーゲンコルプ                   | アルゴス・シマノ                 |
| 15   | ナティオナル・スライティングスプライス                                 | 1.1      | イェンス・デビュスヘル                   | ロット・ベリソル                 |
| 20   | クロノ・デ・ナシオン                                                   | 1.1      | トニー・マルティン                       | オメガファーマ・クイックステップ |